# Synodus

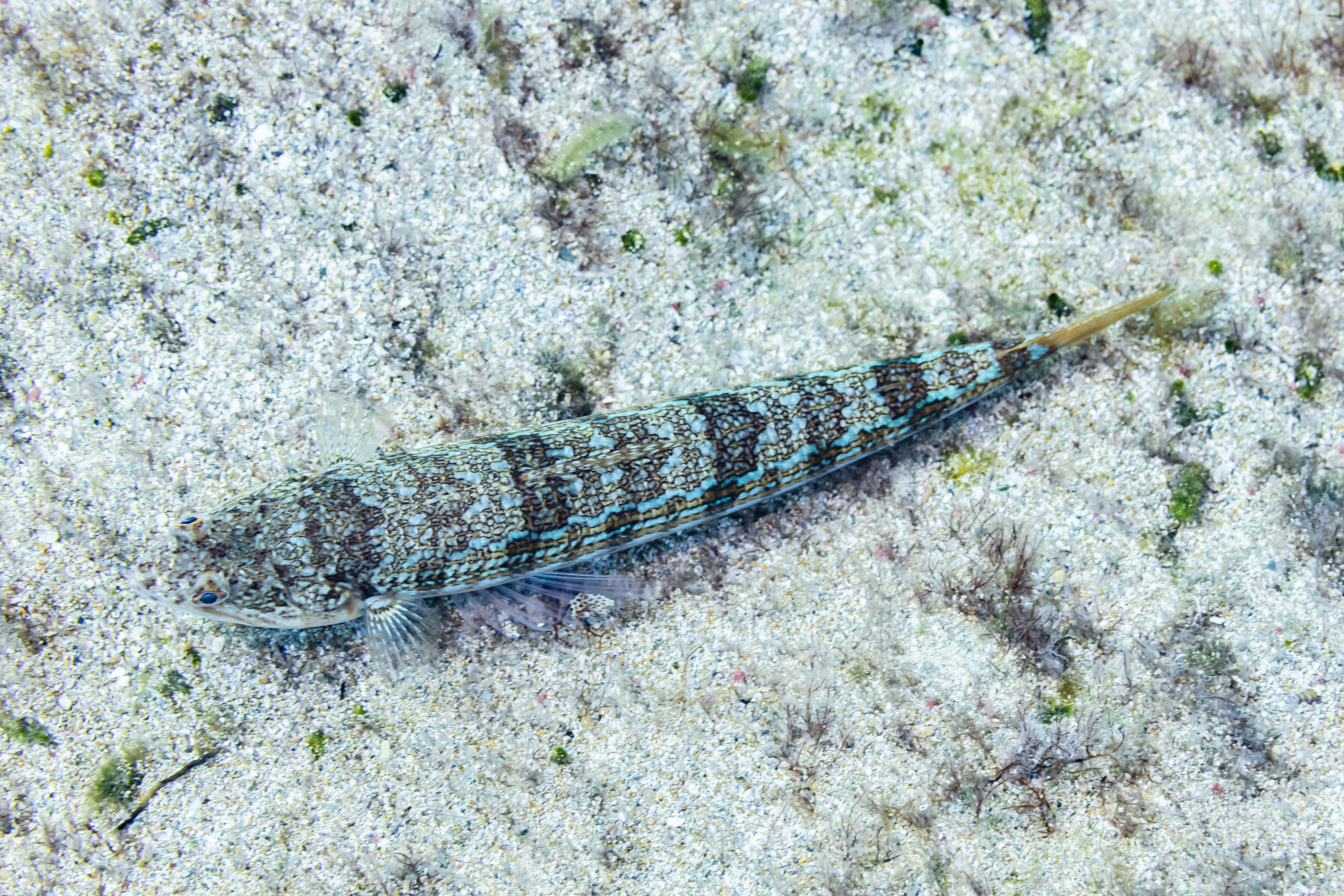
Pez lagarto rayado (Synodus saurus), Pistol Bay, Pafos, Chipre.

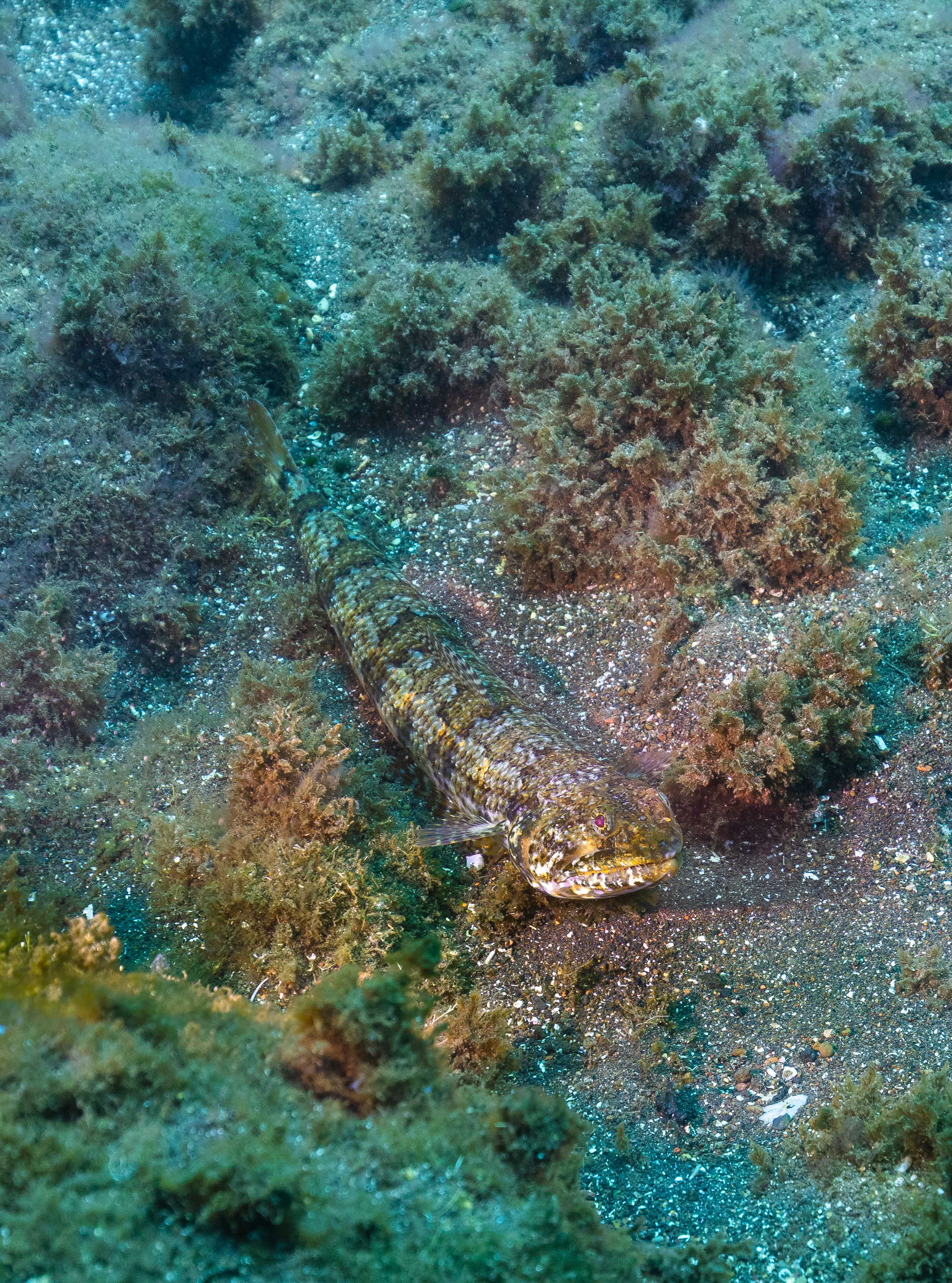
Pez lagarto diamante (Synodus synodus).

Synodus es un género de peces aulopiformes de la familia Synodontidae.

## Especies
Se reconocen las siguientes especies:
- Synodus amaranthus
- Synodus binotatus
- Synodus capricornis
- Synodus dermatogenys
- Synodus doaki
- Synodus evermanni
- Synodus falcatus
- Synodus foetens
- Synodus fuscus
- Synodus gibbsi
- Synodus hoshinonis
- Synodus houlti
- Synodus indicus
- Synodus intermedius
- Synodus jaculum
- Synodus janus
- Synodus kaianus
- Synodus lacertinus
- Synodus lobeli
- Synodus lucioceps
- Synodus macrocephalus
- Synodus macrops
- Synodus marchenae
- Synodus oculeus
- Synodus poeyi
- Synodus randalli
- Synodus rubromarmoratus
- Synodus sageneus
- Synodus saurus
- Synodus scituliceps
- Synodus sechurae
- Synodus similis
- Synodus synodus
- Synodus tectus
- Synodus ulae
- Synodus usitatus
- Synodus variegatus